# Junaynah
Jneineh (tiếng Ả Rập: جنينة) là một ngôi làng Syria nằm ở Al-Hamraa Nahiyah ở huyện Hama, Hama. Theo Cục Thống kê Trung ương Syria (CBS), Jneineh có dân số 1388 trong cuộc điều tra dân số năm 2004.